# Helina flavipulchella
Helina flavipulchella este o specie de muște din genul Helina, familia Muscidae, descrisă de Xue și Du în anul 2008. Conform Catalogue of Life specia Helina flavipulchella nu are subspecii cunoscute.